# Kalle Jalkanen
Kalle Jalkanen (* 10. Mai 1907 in Suonenjoki; † 5. September 1941 in Kirjasalo) war ein finnischer Skilangläufer.
Jalkanen, der für den Lahden Hiihtoseura startete, wurde bei den Olympischen Spielen 1936 in Garmisch-Partenkirchen mit der finnischen Staffel Olympiasieger. Zudem errang er dort den 12. Platz über 18 km. Im folgenden Jahr holte er bei den Weltmeisterschaften in Chamonix über 18 km und mit der Staffel jeweils die Silbermedaille. Im Lauf über 50 km wurde er Vierter. Bei den Weltmeisterschaften 1938 in Lahti konnte er den Weltmeistertitel über die 50 Kilometer erringen. Zudem gewann er dort die Silbermedaille über 18 km. Im Februar 1939 lief er bei den Weltmeisterschaften in Zakopane auf den vierten Platz über 18 km.
Kalle Jalkanen fiel im Range eines Korporals an der Front während des Fortsetzungskrieges in Kirjasalo, als er auf eine Mine trat.

## Erfolge
- Olympische Winterspiele 1936 in Garmisch-Partenkirchen: Gold mit der Staffel
- Nordische Skiweltmeisterschaften 1937 in Chamonix: Silber über 18 km, Silber mit der Staffel
- Nordische Skiweltmeisterschaften 1938 in Lahti: Gold über 50 km, Bronze über 18 km